# Oberea nigerrima
Oberea nigerrima är en skalbaggsart som beskrevs av Stefan von Breuning 1950. Oberea nigerrima ingår i släktet Oberea och familjen långhorningar. Inga underarter finns listade i Catalogue of Life.